# ماشین آتش‌نشانی

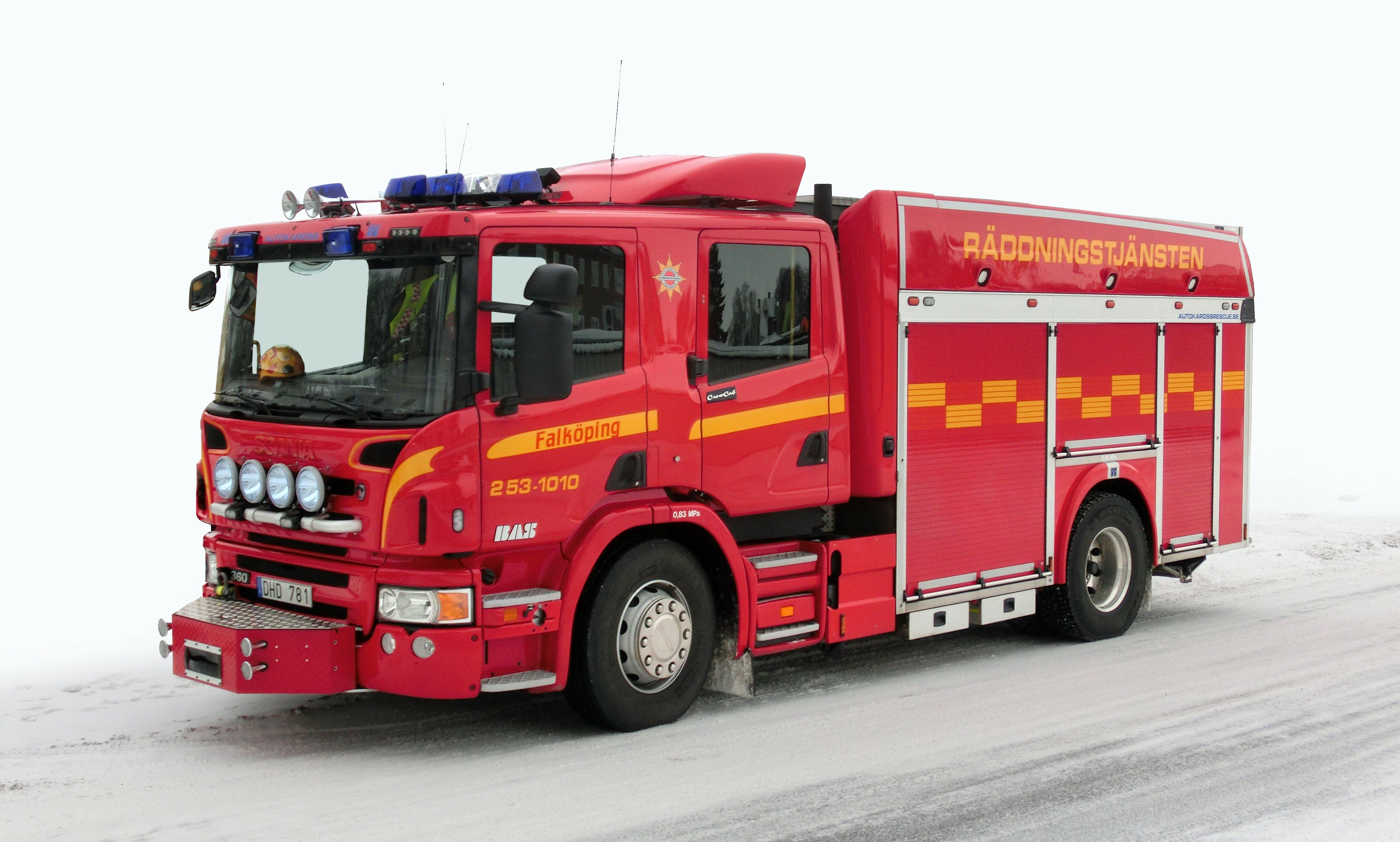
نمونه یک ماشین آتش‌نشانی در سوئد

ماشین آتش‌نشانی (به انگلیسی: Fire engine) (که بعضاً به آن یا کامیون آتش‌نشانی نیز می‌گویند)، وسیله نقلیه‌ایست (معمولاً کامیون) که به عنوان دستگاه اطفا حریق عمل می‌کند. اهداف اولیه یک کامیون آتشنشانی شامل حمل آتش‌نشانان و آب به محل حادثه و همچنین تجهیزات آتش‌نشانی برای عملیات نجات است. برخی از ماشین‌های آتش‌نشانی دارای عملکردهای ویژ‌ه‌ای مانند اطفاء وایلدفایر، نجات هواپیماهای ساقط شده و اطفاء حریق هستند و ممکن است تجهیزات نجات فنی برای عملیات نجات تکنیکال را نیز به همراه داشته باشند.

## انواع

### ماشین آتش‌نشانی متداول
- یک پومپر مرسوم مرسدس بنز آنتورپ, بلژیک
- ماشین آتش نشانی فورت جانسون, ایالات متحده آمریکا.
- یک "پومپر"  اطفاء حرقی ان اس دابلیو در استرالیا. نکته: قسمت باز شده بدنه کامیون محل قرارگیری تجهیزات است

ماشین آتش‌نشانی استاندارد آتش نشانان را به محل حادثه منتقل می‌کند، آب محدودی را برای مقابله با آتش فراهم می‌کند و تجهیزات مورد نیاز آتش نشانان را برای سناریوهای محتمل اطفاء حریق حمل می‌کند. ابزارهای حمل شده بر روی ماشین آتش‌نشانی بر اساس بسیاری از عوامل از جمله اندازه بخش و شرایط معمول آتش نشانان، بسیار متفاوت خواهد بود. به عنوان مثال، آن دسته از سازمان‌های آتشنشانی که در مجاورت آبهای بزرگ یا رودخانه‌ها واقع شده‌اند به احتمال زیاد دارای نوعی تجهیزات نجات در آب هستند. ابزارهای استاندارد موجود در تقریباً همه ماشین‌های آتش‌نشانی شامل نردبان، ابزار نجات هیدرولیکی (که اغلب به آن اره حیات می‌گویند)، نورافکن، شیلنگ آتش‌نشانی کپسول‌های آتش‌نشانی، دستگاه تنفسی و دوربین‌های حرارتی می‌باشند.

### دستگاه هوایی
- چندین دستگاه هوایی که در آتش سوزی در لس آنجلس مورد استفاده قرار گرفته‌اند
- یک سکوی هوایی اطفاء حریق در لندن

دستگاه هوایی یک کامیون آتش‌نشانی است که به یک دسته با قابلیت افزایش طول (extendable boom) نصب شده‌است و آتش نشانان را قادر می‌سازد تا به مکان‌های بلند دسترسی داشته باشند. آنها می‌توانند به ارتفاع بالایی برای پاشش آب برسند، همچنین میتوانند یک مسیر دسترسی برای آتش نشانان و یک مسیر فرار برای افرادی که نجات داده شده‌اند فراهم کنند. در آمریکای شمالی، از دستگاه‌های هوایی برای مهار آتش استفاده می‌شود، در حالی که در اروپا بیشتر از آنها برای عملیات نجات استفاده می‌کنند.

#### نردبان گردان
نردبان چرخشی (TL) دستگاهی هوایی است که نردبان بزرگی بر روی محورش سوار شده و بی شباهت به یک گرامافون نیست. عملکردهای اصلی نردبان چرخان فراهم کردن دسترسی یا خروج آتش نشانان و قربانیان آتش‌سوزی در ارتفاعات بالا، پاشش آب به یک نقطه که بابت ارتفاعش خارج از دسترس می‌باشد، همچنین امکان ایجاد بستری که از طریق آن بتوان کارهایی مانند تهویه یا تعمیرات اساسی انجام داد نیز جزو وظایف آن است.